# Sergio Bertoni
Sergio Bertoni (Pisa, 23 de setembro de 1915 - La Spezia, 15 de fevereiro de 1995) foi um futebolista italiano que competiu nos Jogos Olímpicos de 1936.
Ele era um membro da equipe italiana, que ganhou a medalha de ouro no torneio de futebol. Fez também parte do plantel da equipe que foi campeã da Copa do Mundo FIFA de 1938, fazendo dele um dos poucos futebolistas Campeões Olímpicos e também da Copa do Mundo.